# Tom, Dick und Harry
Tom, Dick und Harry ist ein US-amerikanischer Spielfilm aus dem Jahr 1941. Unter der Regie von Garson Kanin spielen Ginger Rogers, George Murphy, Alan Marshal und Burgess Meredith die Hauptrollen. Das dem Film zugrunde liegende und für einen Oscar nominierte Originaldrehbuch stammt ebenso von Paul Jarrico, wie die Originalgeschichte um eine junge Frau, die zwischen drei Männern steht.

## Handlung
Janie, die in einer Telefonvermittlung arbeitet, ist mit dem Autoverkäufer Tom so gut wie verlobt. Die junge Frau wird immer wieder von ihren Tagträumen eingeholt, in denen sie den Traum vieler junger Mädchen träumt, einem reichen Traumprinzen zu begegnen und mit ihm für alle Zeiten glücklich zu sein. Tom ist zwar ehrgeizig, aber Janie bezweifelt, das er es je zum Millionär oder zum Präsidenten von Amerika, wie sie ebenfalls träumte, bringen wird. Trotzdem stimmt sie Toms Heiratsantrag zu, wenn auch eher halbherzig.
Am nächsten Tag hat Janie Dick Hamilton an der Strippe, den Sohn der reichsten Familie der Stadt, der mit seiner New Yorker Freundin Brenda Whitney verbunden werden will. Das kurze Gespräch mit ihm, gibt ihrer Hoffnung wieder Nahrung, vielleicht doch einen Millionär zu heiraten. Als auf dem Weg nach Hause plötzlich der stadtbekannte Wagen von Hamilton neben ihr bremst, sieht Janie das als Zeichen und steigt ein. Man verabredet sich für den Abend. Zu Janie Enttäuschung stellt sich heraus, dass sie nicht von Dick eingeladen worden ist, sondern von dem Automechaniker Harry, der Dicks Auto nur von einer Kfz-Inspektion zurückbringen sollte. Wider Erwarten wird der Abend mit Bowling und Reden doch sehr schön und endet mit einer Liebeserklärung und einem Antrag Harrys. Als er sie küsst, hört Janie Glocken läuten. 
Nachdem Janie Harry von ihrer Verbindung zu Tom erzählt hat, sucht dieser, neugierig geworden, Tom an seinem Arbeitsplatz auf. Als Harry um eine Probefahrt bittet, meint Tom, dazu könne man doch auch seine Freundin einladen. Als sie vor Jamies Haus halten und diese ins Auto steigt, schaut Tom ziemlich verdutzt. Die wenig erbauliche Fahrt endet auf der sogenannten Liebesinsel, wo Tom das junge Paar einfach zurücklässt. Wie es der Zufall so will, stoßen beide ausgerechnet auf Dick Hamilton, der sie mit zurück in die Stadt nimmt. Obwohl er kaum einen Blick für Janie hat, fängt sie wieder an zu träumen. 
Als Janie anderentags Dick wiederum mit seiner Freundin verbinden soll, spielt sie ein wenig Schicksal und trennt die Verbindung geschickt in dem Moment, da jeder der beiden annehmen muss, der andere hätte einfach aufgelegt. Tatsächlich gelingt es Janie, Dick dazu zu bringen, dass er sie nach Chicago einlädt. Nachdem sie eine beschwingte Nacht mit Alkohol und Tanz miteinander verbracht haben, bekommt Janie innerhalb kurzer Zeit den dritten Heiratsantrag.
Nun ist guter Rat teuer. Tom ist mehr als sympathisch, von Harry fühlt Janie sich in besonderer Weise angezogen und Dick, der ist immerhin Millionär. In Janies Träumen wäre eine Ehe mit allen Dreien die genau richtige Lösung. Am nächsten Tag beim Frühstück verkündet Janie ihrer Familie, dass sie Dick heiraten werde. Nachdem das junge Paar schon Vorbereitungen für ein zukünftiges Leben getroffen hat, und Harry Janie um einen letzten Abschiedskuss bittet, hört sie bei seinem Kuss wieder Glocken läuten. Kurzentschlossen steigt sie zu Harry auf seinen Motorroller und braust mit ihm davon.

## Produktion und Hintergrund
Die Dreharbeiten begannen Mitte Februar und gingen bis zum 19. Mai 1941. Am 13. Juni 1941 startete der Film dann in den Kinos der USA. In der Bundesrepublik Deutschland lief Tom, Dick und Harry im Oktober 1945 an.
Im Vorspann des Films werden die Namen Ginger Rogers, George Murphy, Alan Marshal und Burgess Meredith sowie von Robert Sisk und Paul Jarrico in falscher Reihenfolge der Buchstaben präsentiert, die sich erst nach und nach neu in die richtige Schreibweise zusammenfügen. Das Filmmagazin Hollywood Reporter sah darin einen Hinweis auf das zweimalige Verschieben des Produktionsstarts, einmal wegen Problemen mit dem Skript und dann wegen einer Erkrankung Rogers’. Ursprünglich sollte James Ellison die Rolle des Dick spielen. Alan Marshal wurde von David O. Selznick und George Murphy von MGM ausgeliehen. Laut einer Nachricht in der New York Times war dieser Film der letzte, den Ginger Rogers exklusiv für RKO Pictures drehte. Außerdem war es ihr erster Film, nachdem sie für das Filmdrama Fräulein Kitty einen Oscar in der Kategorie „Beste Hauptdarstellerin“ erhalten hatte. Laut Variety war der Film auch für den Produzenten und den Regisseur dieses Films ihre letzte Arbeit für RKO. Sisk wechselte zu Paramount Pictures und Kanin trat in die Armee ein. 1957 verfilmte RKO durch Mitchell Leisen diese Geschichte unter dem Titel The Girl Most Likely (deutscher Titel Kess und kokett) erneut. Jane Powell und Cliff Robertson spielten die Hauptrollen. Ginger Rogers und George Murphy traten in ihren Rollen auch in der Lux-Radio Theatre-Sendung am 8. September 1941 auf.

## Kritik
Bosley Crowther von der New York Times schrieb in seiner Rezension, dass Ginger Rogers, die Rolle der Janie mit einer perfekten Kombination aus Skepsis und Unbekümmertheit spiele, Paul Jarricos Originaldrehbuch eröffne ihr die Möglichkeit, sowohl schnoddrig als auch bissig zu agieren und gebe ihr durch die Traumsequenzen Gelegenheit, sich sowohl in Pin-up-Szenen, als auch im Glanz einer Screwball-Komödie zu präsentieren. Crowther stellte auch auf Phil Silvers Leistung in seinem dritten Leinwandauftritt ab, der zur Stimmung des Films auch außerhalb der Traumsequenzen beitrage in seiner Rolle als hartnäckiger Eiscremeverkäufer. Es gebe zwar einige Momente, wo der Film etwas angestrengt wirke und die Phantasiesequenzen seien auch ein- oder zweimal zu spröde, aber wie die meisten angenehmen Träume, die vorübergehend seien, würde, gleich einem Traum, der Film viel Spaß bieten.
Variety sprach von einer geschickt eingefädelten Geschichte, die aus einer Reihe von spontanen Episoden bestände und ein überraschendes Ende biete. Die Geschichte von Paul Jarrico sein eine raffiniert konstruierte Version einer modernen Aschenputtel-Geschichte mit flotten Dialogen.
Das Lexikon des Internationalen Films sprach von einem „vortrefflich inszenierte[n] Komödien-Puzzle um Lebens- und Kinoträume.“ Das Remake Kess und kokett (1957, Regie Mitchell Leisen) habe „weniger Einfallsreichtum“ bewiesen.

## Auszeichnungen
1942 war Paul Jarrico als Autor der Originalgeschichte in der Kategorie „Bestes Originaldrehbuch“ für einen Oscar nominiert. Die Auszeichnung ging jedoch an Herman J. Mankiewicz und Orson Welles und das Filmdrama Citizen Kane.